# Léon Mundeleer (peintre)
Pour les articles homonymes, voir Mundeleer.
Léon Mundeleer, né à Bruxelles le 16 octobre 1851 et mort à Ixelles le 5 ou le 6 mars 1933 est un peintre et un aquarelliste belge.
Connu pour ses peintures, d'intérieurs, il est également paysagiste et peintre de marines.

## Biographie

### Famille
Jean Marie Léon Henri Mundeleer, né au boulevard de Waterloo no 351 à Bruxelles le 16 octobre 1851, est le fils de Joseph François Mundeleer, tailleur, et de Isabelle Henriette Vandewinckel. Léon Mundeleer épouse à Ixelles, le 7 octobre 1882 Joséphine Victorine De Beys (1851). Le peintre Célestin Gilleman est l'un des témoins de cette union. Ils sont les parents de deux fils, dont Léon Mundeleer (1885-1964), homme politique libéral, plusieurs fois ministre après la Seconde Guerre mondiale.

### Formation
Après avoir terminé ses études secondaires, Léon Mundeleer, se forme à Bruxelles dans l'atelier du peintre paysagiste Michel Van Alphen. Léon Mundeleer expose pour la première fois deux aquarelles au Salon d'Anvers de 1873.

### Carrière
En 1881, Léon Mundeleer rejoint l'association d'artistes La Chrysalide, considérée comme l'association d'artistes plasticiens la plus progressiste de Belgique. La même année, il expose à la quatrième et dernière exposition de cette association.
Léon Mundeleer s'installe rue Scarron à Ixelles en 1884, et devient, en sa qualité d'aquarelliste, membre du cercle Les Hydrophiles. La date officielle de la fondation de ce cercle est le 2 janvier 1884. Le jury d'admission et de placement est constitué en mars 1884 et inclut Léon Mundeleer. De 1884 à 1888, il participe aux cinq salons de cette association d'artistes dissoute en 1888. 
En juin 1899, il devient directeur de l'École des arts décoratifs et industriels d'Ixelles, jusqu'en 1921 et demeure membre du conseil d'administration après sa retraire,,.
Léon Mundeleer meurt, à l'âge de 81 ans, à Ixelles le 5 ou le 6 mars 1933. Étant le père du vice-président de la Chambre des représentants, ses funérailles civiles, le 8 mars 1933, prennent un caractère officiel en présence d'une assistance nombreuse. Les fils du défunt, Léon et Georges Mundeleer, conduisant le deuil, sont accompagnés par Albert Devèze, ministre de la Défense nationale, Armand Huysmans, bourgmestre de Ixelles, des sénateurs, des députés, etc..

## Œuvres

### Style et champ pictural
L'œuvre de Mundeleer est décrite comme peinte avec une « préférence pour les effets d'ombre, la lumière mystérieuse et les tons intermédiaires brumeux dans la peinture à l'huile et l'aquarelle ».
Plusieurs de ses aquarelles sont conservées au Musée d'Ixelles.

### Expositions

#### Expositions triennales
- Salon d'Anvers de 1873 : deux aquarelles : Paysage et Tamise[3].
- Salon d'Anvers de 1879 : Nature morte[11].
- Salon de Bruxelles de 1881 : Chemin à Boitsfort[12].
- Salon de Gand de 1883 (XXXII) : deux aquarelles :La Liseuse et L'Éplucheuse[13].
- Salon de Bruxelles de 1884 : Bourgeoise et Roses[14].
- Salon de Bruxelles de 1887 : Vue prise à La Hulpe (étude), Intérieur (aquarelle)[15].
- Salon de Bruxelles de 1893 : Intérieur (peinture) et un cadre contenant trois aquarelles[16].
- Salon de Bruxelles de 1897 : Intérieur (vestibule), Intérieur (atelier) et deux aquarelles : Le Bibelot et Fleurs, roses[17].
- Salon de Bruxelles de 1900 : Intérieur[18].
- Salon de Bruxelles de 1903 : trois aquarelles : La Brodeuse, L'Étude et Le Vieux moulin[19].

#### Expositions aux cercles artistiques belges
- Quatrième exposition de La Chrysalide (1881)[20].
- Exposition du cercle Les Hydrophiles de 1884 (I)[5].
- Exposition du cercle Les Hydrophiles 1885 (II)[21].
- Exposition du cercle Les Hydrophiles de 1886 (III)[22].
- Exposition du cercle Les Hydrophiles de 1887 (IV)[23].
- Exposition du cercle Les Hydrophiles de 1888 (V)[6].

### Réception critique
Lorsque Léon Mundeleer expose au Salon de Bruxelles de 1884, le critique Max Waller écrit : 

« M. Mundeleer a deux envois exquis; d'abord sa Bourgeoise traitée dans une gamme atténuée sur un fond de lumière douce, qui a la solidité d'une toile, ensuite ses Roses qui, bien que trop sommairement exécutées, sont d'une ravissante couleur. »

## Distinction
- Chevalier de l'ordre de la Couronne (Arrêté royal du 15 novembre 1921)[8].